# Trinity (デスクトップ環境)
Trinityデスクトップ環境（TDE）は、KDE 3.5のフォークで、KubuntuがKDE Plasma 4に移行したのちにKubuntuのリミックス版を調整していたTimothy Pearsonによって組織され、主導された。プロジェクトは、バグの修正、機能の追加、最近のハードウェアとの互換性のあるリリースを続けることを目標としている。TrinityはDebian、Fedora、Ubuntuなどの様々なLinuxディストリビューションのためのパッケージが用意されている。また、少なくとも2つのLinuxディストリビューション（Q4OSとExe GNU/LINUX）で、デフォルトのデスクトップ環境として使われていた。3.5.12からは、自らフォークしたTQtとして知られるQt 3のフォークを用いている。

## リリース
Trinityの初期のリリースにおいては、バージョン付けのスキームはKDE 3.5のそれをベースにしていた。R14.0リリースは新たなバージョン付のスキームを導入したが、これはKDEにバージョン番号のみで比べられるのを避けるとともに、新しいテーマの導入のためであった。この新しいテーマは"KDE Lineart"に基づく。
これに先立ち、Trinityは、KDE 3.5のテーマと、"KDE 3.5"のブランディングを"TDE"ブランディングに置き換えるなどして維持した。